# Ernie Barbarash
Ernie Barbarash (n. 31 august 1968, Odesa, RSS Ucraineană, URSS) este un producător, scenarist și regizor de film american. Este cel mai cunoscut pentru co-producția unor filme ca Psihoză americană 2, Cubul 2, Prisoner of Love, The First 9½ Weeks sau Cetățeanul Hearst. Barbarash de asemenea a scris și regizat Cubul Zero și  Ecouri din tenebre 2. De asemenea a regizat filmul canadian horror thriller Luna fantomelor.
A regizat trei filme cu Jean-Claude Van Damme: Jocul asasinilor (2011), 6 gloanțe (2012) și Glasul sângelui (2015); cu multe scene turnate în România.

## Filmografie

### Ca regizor
- Cubul Zero (2004)
- Ecouri din tenebre 2 (2007)
- Luna fantomelor (2007)
- Meteoritul (2009)
- Amnezia  (2009)
- Ticking Clock (2011)
- O căsnicie periclitată (2011)
- Jocul asasinilor (2011)
- 6 gloanțe (2012)
- Nume de cod: Șoimul (2014)
- Glasul sângelui (2015)
- Sfântul (2017)
- O iarnă regală (2017)
- Moștenire de Crăciun (2017)
- Crăciun în sălbăticie (2019)

### Producător
- The Incredible Adventures of Marco Polo on His Journeys to the Ends of the Earth (1998) (co-producător)
- The First 9 1/2 Weeks (1998) (co-producător)
- Prisoner of Love (1999) (producător)
- American Psycho (2000) (co-producător)
- The Cat's Meow (2001) (co-producător)
- American Psycho II: All American Girl (2002) (producător)
- Cube 2: Hypercube (2002) (producător)
- Cube Zero (2004) (producător executiv)

### Scenarist
- Cube 2: Hypercube (2002)
- Cube Zero (2004)
- Stir of Echoes: The Homecoming (2007)